# 南郷継正
南郷 継正（なんごう つぐまさ、ペンネーム、1933年 - ）は日本の空手家、日本武道空手玄和会創始者および師範、日本弁証法論理学研究会主宰。

## 人物
日本武道空手玄和会を創設後、半世紀にわたって武道・武術を指導する。自ら築き上げた「唯物論的弁証法」「認識論」を媒介とすることで、武道・空手を科学として人類史上初めて説き、武道哲学および武道科学を確立した。自らを各学問領域を網羅した哲学者と称する。
哲学者の三浦つとむに私淑し、第一の恩師であると説いている。ヘーゲルの高みに達するべく、若き日々より主に武道空手を媒介にして弁証法の研鑽を積む。あくまでも空手道を主軸としつつ、棒術・杖術・居合道・柔道・合気道・中国拳法・日本拳法・少林寺拳法などについても究明する。それらの究明の過程において、独自の唯物論的弁証法により個人の認識や技術の生生・発展の論理（上達の構造・教育の構造）、さらには禅の論理や修業と修行の構造などを解明する。
1969年の冬、初めて面談の機会をえた三浦つとむの紹介で吉本隆明主宰の不定期雑誌『試行』に連載「武道の理論」を掲載するようになる（当時36歳）。連載は1983年2月刊60号まで続いた。近年に至り、1997年終刊の『試行』に続く、新たな学問の登竜門となることを目指して、2004年、日本弁証法論理学研究会主宰として学問誌『学城（ZA-KHEM,sp）』を創刊した。
日本の空手家では珍しく、「学派」と自称する集団を形成する。なお、南郷継正の学城学派の認識学については空手の弟子、海保静子の寄与が大きい。かつて、国家論・政治学研究者の滝村隆一に論文の書き方を教えられるなど親交がある時期もあったようである。
現在の“夢”（抱負）として、「自分自身の文武両道へのさらなる発展を！」を掲げており、また自分自身の文化や武道の弟子たちが「もっともっと見事に育ってくれるように！」をモットーに、「文武両道から文武統一への道の完成形」を歴史に残すべく、今なおも道を歩み続けている。

## 主張・言論

### 武道の科学
1. 武道論 (本質論、勝負論）
2. 武技論 (上達論）
3. 人体と武道体論
4. 教育論
5. 極意論

## 著作

### 単著
- 「武道の理論」三一書房 1972年
- 「武道の復権 空手・拳法の論理」三一書房 1975年
- 「武道とは何か 武道綱要」三一書房 1977年
- 「武道修行の道 武道教育と上達・指導の理論」三一書房 1980年
- 「武道講義 第一巻 武道と認識の理論1」三一書房 1990年
- 「空手道綱要 基本技上達の構造」三一書房 1990年
- 「武道講義 第二巻 武道と認識の理論2」三一書房 1991年
- 「武道の科学 武道と認識・実体論」三一書房 1991年
- 「武道講義入門 弁証法・認識論への道 一流の人生を志す人に」三一書房 1994年
- 「武道講義 第三巻 武道と認識の理論3」三一書房 1995年
- 「武道への道 武道をとおしての教育論」三一書房 1997年
- 「武道講義 第四巻 武道と弁証法の理論」三一書房 1998年
- 「なんごうつぐまさが説く 看護学科・心理学科学生への“夢”講義1 看護と武道の認識論」現代社 2006年
- 「なんごうつぐまさが説く 看護学科・心理学科学生への“夢”講義2 看護と武道の認識論」現代社 2007年
- 「なんごうつぐまさが説く 看護学科・心理学科学生への“夢”講義3 看護と武道の認識論」現代社 2009年
- 「なんごうつぐまさが説く 看護学科・心理学科学生への“夢”講義4 看護と武道の認識論」現代社 2011年
- 「なんごうつぐまさが説く 看護学科・心理学科学生への“夢”講義5 看護と武道の認識論」現代社 2012年
- 「南郷継正武道哲学著作・講義全集 第1巻 武道哲学総論Ⅰ」現代社 2002年
- 「南郷継正武道哲学著作・講義全集 第2巻 武道哲学入門Ⅰ」現代社 2003年
- 「南郷継正武道哲学著作・講義全集 第3巻 ヘーゲル哲学・論理学 学の体系講義・新世紀編」現代社 2023年
- 「南郷継正武道哲学著作・講義全集 第4巻 武道の科学Ⅰ」現代社 2004年
- 「南郷継正武道哲学著作・講義全集 第5巻 武道の科学Ⅱ」現代社 2008年
- 「南郷継正武道哲学著作・講義全集 第6巻 武道の科学Ⅲ」現代社 2005年
- 「南郷継正武道哲学著作・講義全集 第7巻 武道の科学Ⅳ」現代社 2007年
- 「南郷継正武道哲学著作・講義全集 第8巻 武道哲学総論Ⅱ」現代社 2009年
- 「南郷継正武道哲学著作・講義全集 第9巻 武道哲学各論Ⅰ」現代社 2010年
- 「南郷継正武道哲学著作・講義全集 第10巻 武道哲学各論II」現代社 2013年
- 「南郷継正武道哲学著作・講義全集 第11巻 武道哲学各論III」現代社 2015年
- 「南郷継正武道哲学著作・講義全集 第12巻 武道哲学各論Ⅳ」現代社 2012年
- 「哲学・論理学原論 新世紀編 ヘーゲル哲学 学形成の認識論的論理学」現代社 2017年
- 「ヘーゲル哲学の道 第一巻 修学・初級編 学問構築の歴史と学問一般論 講義」現代社 2023年

### 共著
- 「武道空手学概論 新世紀編 新世紀 武道空手学講義」現代社 2016年

### 編著
- 「空手道綱要 基本技 上達の構造」三一新書 1992年
- 「学城 学問への道 第1号～」現代社 2004年～

## 関連事項
- 日本武道空手玄和会